# Yu Tamura (rugbista)
田村 優 (Prefectura de Aichi, 9 de enero de 1989) es un jugador japonés de rugby que se desempeña como apertura y juega en los Yokohama Canon Eagles de la Japan Rugby League One. Es internacional con los Brave Blossoms desde 2012.

## Selección nacional
El neozelandés John Kirwan lo convocó a los Brave Blossoms para disputar el Asian 5 Nations 2012 y debutó contra Kazajistán, siendo titular. En total lleva 60 partidos jugados y 244 puntos marcados.

### Participaciones en Copas del Mundo
El australiano Eddie Jones lo seleccionó para participar en Inglaterra 2015 y el kiwi Jamie Joseph para Japón 2019.
| Mundial                       | Sede       | Resultado      | PJ | Tries |
| ----------------------------- | ---------- | -------------- | -- | ----- |
| Copa Mundial de Rugby de 2015 | Inglaterra | Fase de grupos | 2  | 0     |
| Copa Mundial de Rugby de 2019 | Japón      | Disputando     | 2  | 0     |

## Palmarés
- Campeón del Pacific Nations Cup de 2014 y 2019.
- Campeón del Asia Rugby Championship de 2012, 2013, 2014 y 2015.